# Sítio arqueológico de Quinta Nova
O Sítio arqueológico de Quinta Nova é uma zona onde foram encontrados vários vestígios romanos e de outros períodos, situada entre as povoações de Aldeia de Ruins e Canhestros, no concelho de Ferreira do Alentejo, em Portugal.

## Descrição
O sítio arqueológico está disperso por vários locais aproximados, numa zona de planície entre a Aldeia de Ruins e Canhestros.
O Vale da Quinta Nova consiste num poço, provavelmente de origem romana, onde foi encontrada cerâmica comum, de armazenamento (dolia), e de de construção (tégulas, ímbrices e later), fragmentos de ânforas produzidas na Lusitânia, sete fragmentos de terra sigillata hispânica, restos de comida como moluscos e ossos, um machado de pedra polida, e uma haste de metal, talvez de cobre. O Vale da Quinta Nova 1 é um casal rústico situado numa elevação perto da foz do Barranco da Chaminé na Ribeira de Canhestros, onde foram recolhidos restos de cerâmica comum e de construção, como tégulas, um instrumento de pedra polida, e vestígios de uma indústria lítica lascada. Também descobertos blocos de pedra, em xisto e noutros materiais, que podem ter feito parte de antigos edifícios. O Vale da Quinta Nova 2 é outro casal rústico, situado no topo de uma pequena cumeada, onde foram vistos vários fragmentos de cerâmica comum, incluindo vidrada e de construção. O Vale da Quinta Nova 3 foi identificado como um habitat, tendo sido recolhidos vestígios de indústria lítica, e de cerâmica comum, além de tégulas. Finalmente, a Quinta Nova 5 é outro casal rústico, situado num local baixo, onde também foram recolhidos fragmentos de cerâmica romana.

## História
Segundo o espólio encontrado no poço, terá sido utilizado a partir do Século II d. C. Foram feitas pesquisas arqueológicas no poço em 2002, no âmbito do programa da 2ª fase do bloco de rega de Odivelas. Também no âmbito do programa de rega, foram feitos trabalhos de levantamento no Vale da Quinta Nova 1 em 1999, onde foram encontrados materiais dos períodos neo-Calcolítico, romano e da Idade Média. Por seu turno, o Vale da Quinta Nova 2 poderá ter sido ocupado desde o período medieval até ao moderno, enquanto que o Vale da Quinta Nova 3 tem vestígios das épocas romana e medieval, e a Quinta Nova 5 apenas tem vestígios romanos.